# اویانگ شا-فی
اویانگ شا-فی (انگلیسی: Ouyang Sha-fei؛ ‏ ۹ سپتامبر ۱۹۲۴ – ۳ اوت ۲۰۱۰) بازیگر اهل چین بود.
از فیلم‌ها یا مجموعه‌های تلویزیونی که وی در آن‌ها نقش داشته‌است، می‌توان به عشق ازلی، ملکه بیوه پادشاه، تمام اعضای خانواده، مشت اژدها، رؤیای تالار سرخ، ۱۴ زن سلحشور و پری دریایی اشاره نمود.